# Dauh Peken
Dauh Peken is een bestuurslaag in het regentschap Tabanan van de provincie Bali, Indonesië. Dauh Peken telt 12.392 inwoners (volkstelling 2010).